# Frits van Exter
Frits van Exter (Amsterdam, 1955) is een Nederlands journalist. Sinds april 2016 is hij voorzitter van de Raad voor de Journalistiek en per 1 september 2018 van het Stimuleringsfonds voor de Journalistiek.
Na de School voor Journalistiek ging Van Exter in 1978 bij het dagblad Trouw werken. Hij was achtereenvolgens stadsverslaggever in Amsterdam, algemeen verslaggever, buitenlandredacteur, chef buitenlandredactie en redacteur bij de zaterdagse bijlage. In 1996 werd hij adjunct-hoofdredacteur, twee jaar later hoofdredacteur.
In 1992 won hij de Prijs voor de Dagbladjournalistiek met een reeks reportages over de verhoudingen tussen 'Noord' en 'Zuid', aan de hand van twee landen (Ghana en Nederland) en één product (cacao). Op 1 april 2007 nam hij afscheid als hoofdredacteur. Vervolgens was hij bij PCM Uitgevers belast met verschillende redactionele projecten, waaronder de begeleiding van de redacties van uitgeverij Kidsweek. Hij was initiatiefnemer en bestuurslid van de Stichting Jaarprijzen voor de Journalistiek, die in 2007 de eerste Tegels uitreikte voor de beste journalistieke prestaties.  
In 2008 werd hij tevens tijdelijk adviseur van de hoofdredactie van het gratis dagblad DAG.
In september 2008 volgde hij Emile Fallaux op als hoofdredacteur van opinieblad Vrij Nederland (VN). Eind 2015 stapte Van Exter op bij VN. In de zeven jaar waarin hij leiding gaf aan het blad liep de oplage terug van 44.000 (in 2008) tot 19.875 (eind 2015). Het vertrek van Van Exter viel samen met het besluit van WPG Uitgevers om het weekblad na een ingrijpende sanering voort te zetten als maandblad. Er was daarover echter geen overleg met de redactie geweest, zoals het redactiestatuut voorschreef. Per 1 januari 2017 werd weekblad VN alsnog opgeheven om als maandblad verder te gaan. 
- Digitale Bibliotheek voor de Nederlandse Letteren: exte006
- Virtual International Authority File: 283641612